# Landunvez
Landunvez (tiếng Breton: Landunvez) là một xã của tỉnh Finistère, thuộc vùng Bretagne, miền tây bắc Pháp.

## Dân số
Người dân ở Landunvez được gọi là Landunvéziens.